# O Porriño
O Porriño là một đô thị trong tỉnh Pontevedra, Galicia, Tây Ban Nha.